# Staatliches Museum Ägyptischer Kunst

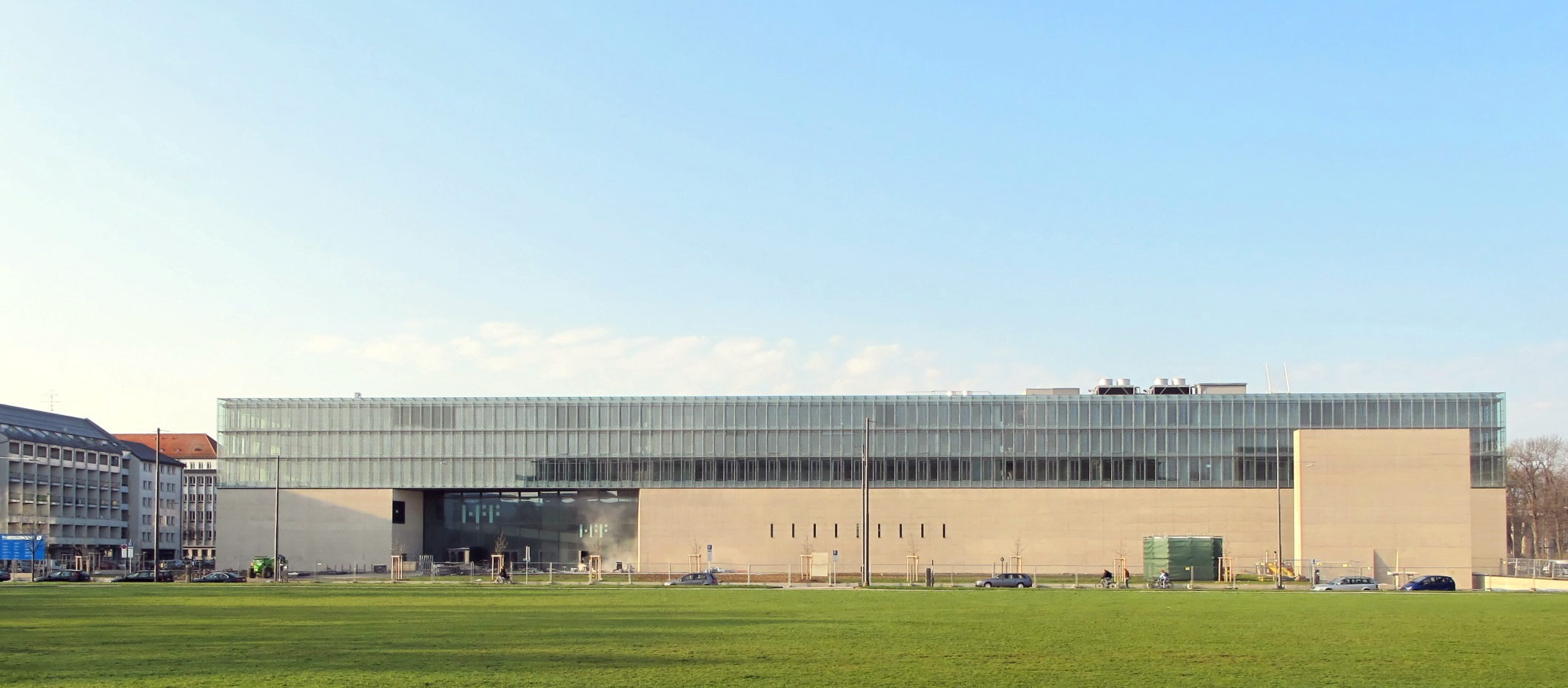
Staatliches Museum Ägyptischer Kunst och Münchens filmhögskola

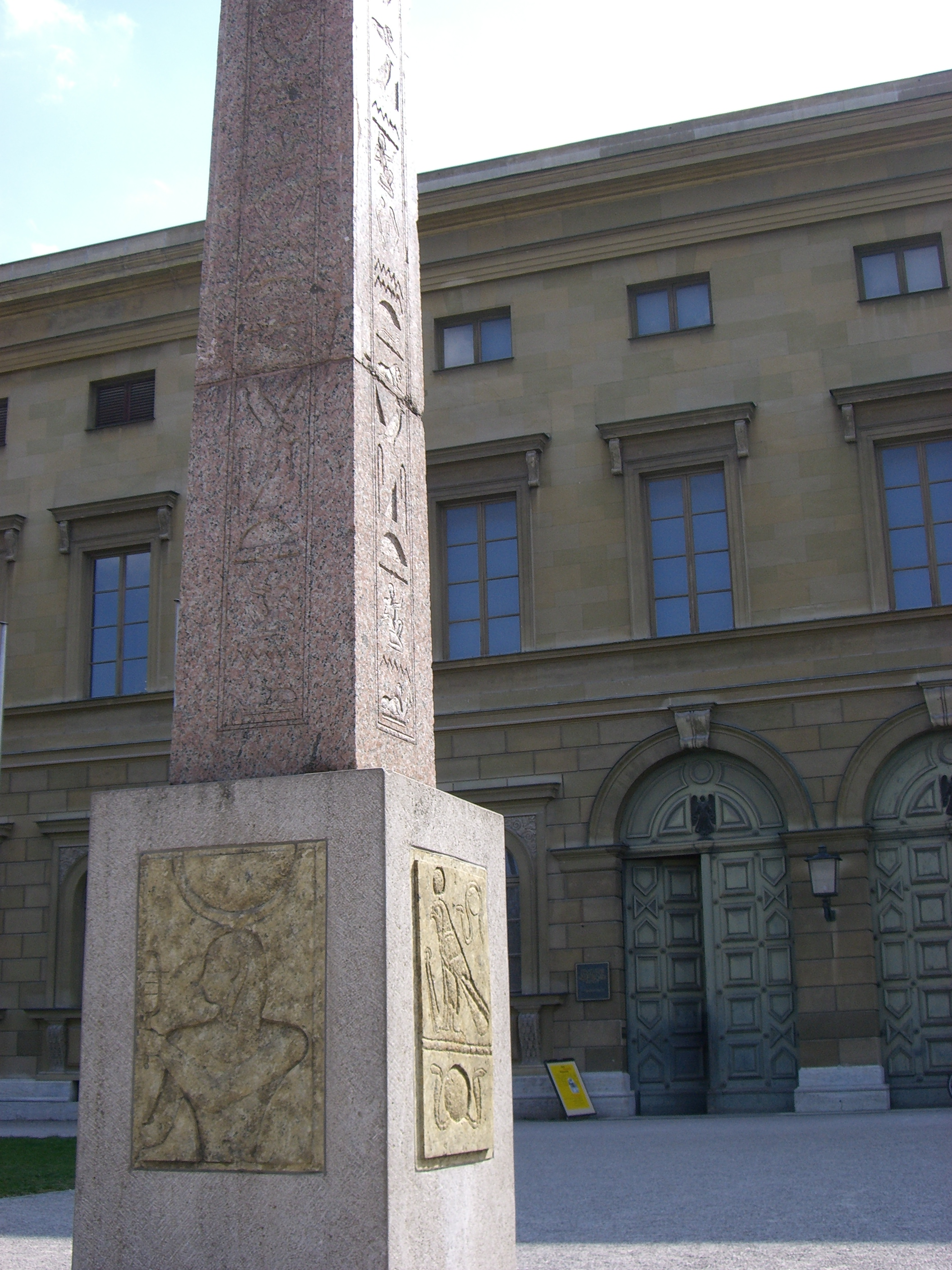
Tidigaremmuseilokal i Residenz med Titus Sextius Africanus 5,8 meter höga obelisk framför entrén

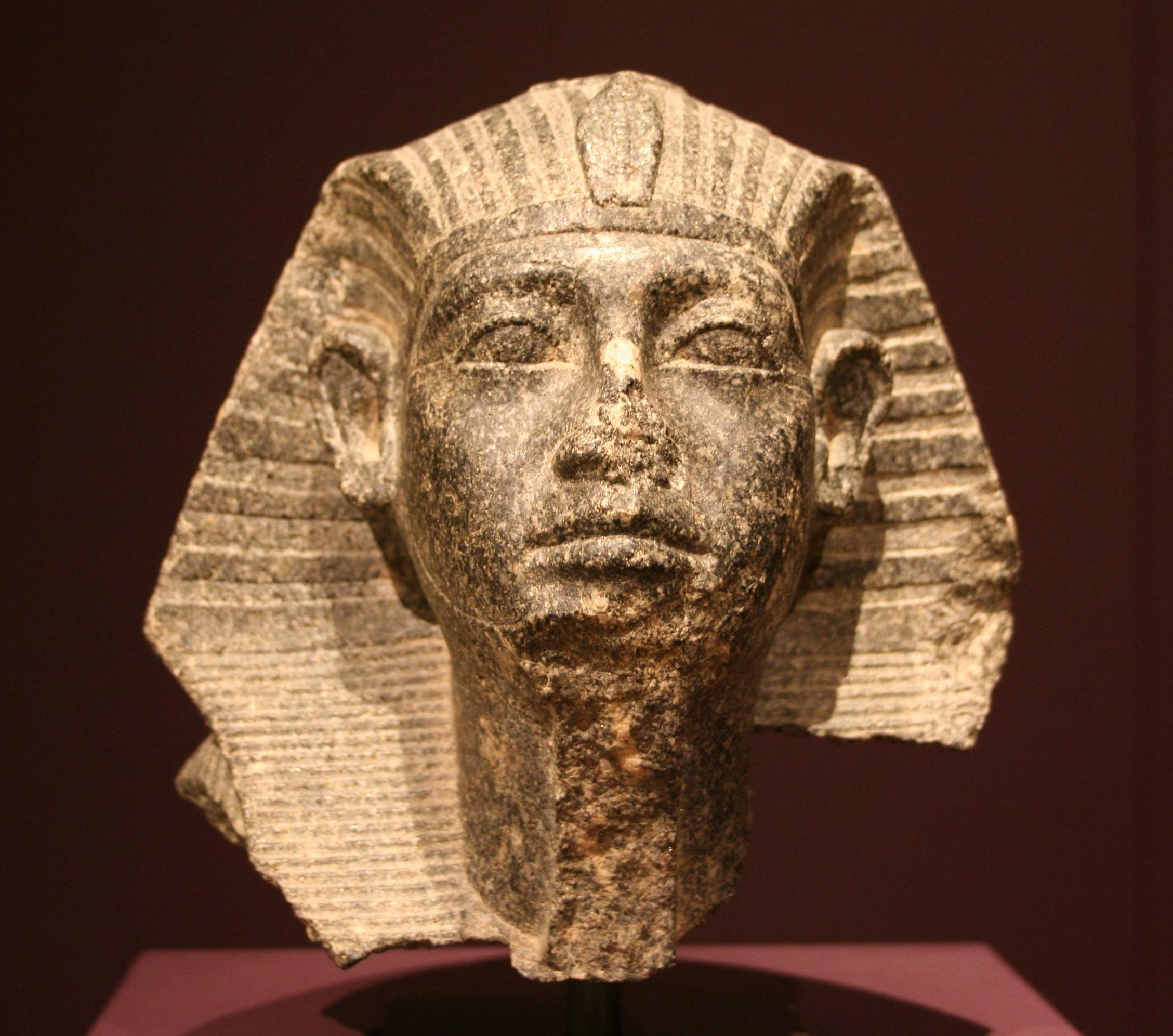
Sfinx av Sesostris III

Staatliches Museum Ägyptischer Kunst är ett museum för antik egyptisk, koptisk, nubisk, assyrisk och babylonsk konst i München.
Staatliche Museum Ägyptischer Kunst grundades 1966 och utgick då från Ägyptische Sammlung des Bayerischen Staates. Ett museum inrymdes först på Seefelds slott i närheten av Ammersee 2000-09 och därefter fram till 2013 i slottet Residenz i München. Sedan juni 2013 ligger det i tillsammans med Münchens filmhögskola i en nyuppförd byggnad i Kunstareal München, ritad av Peter Böhm. 
Samlingarna går tillbaka till olika samlingar av regenter i Bayern, bland andra greve Albrekt V s från andra hälften av 1500-talet, kurfursten Karl Theodor  och kronprinsen Ludwig. Den Kungliga Bayerska Vetenskapsakademien förvärvade under 1800-talet ytterligare objekt.

## Bildgalleri

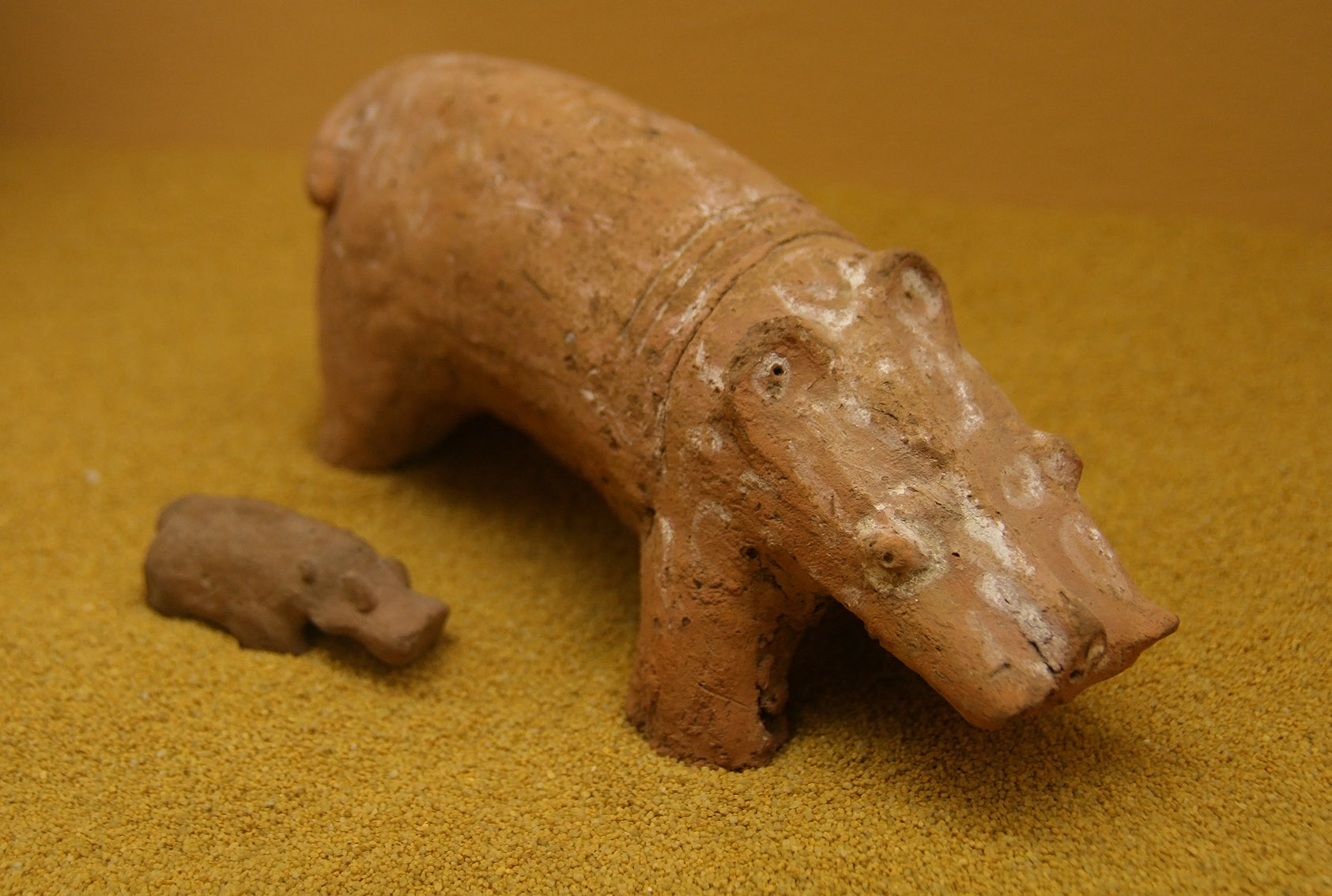
Flodhäst från fördynastisk tid
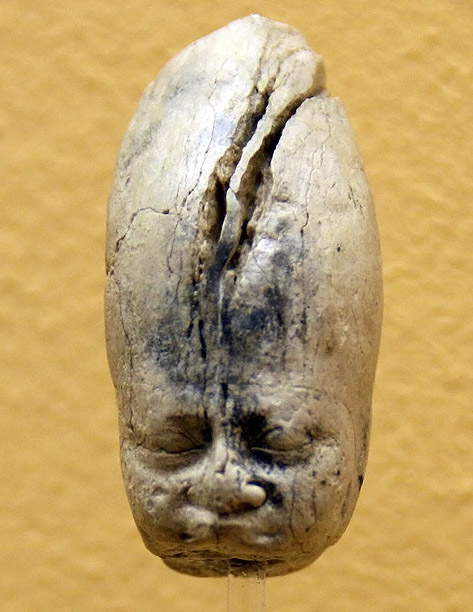
Sannolikt Cheops
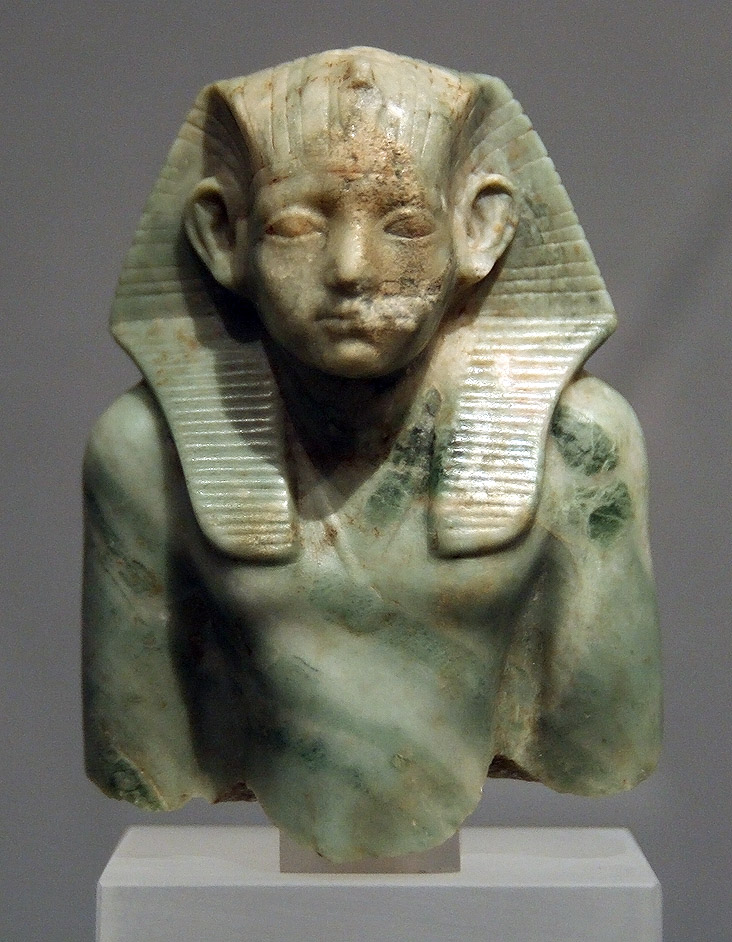
Ungdomsbild av Amenemhet III
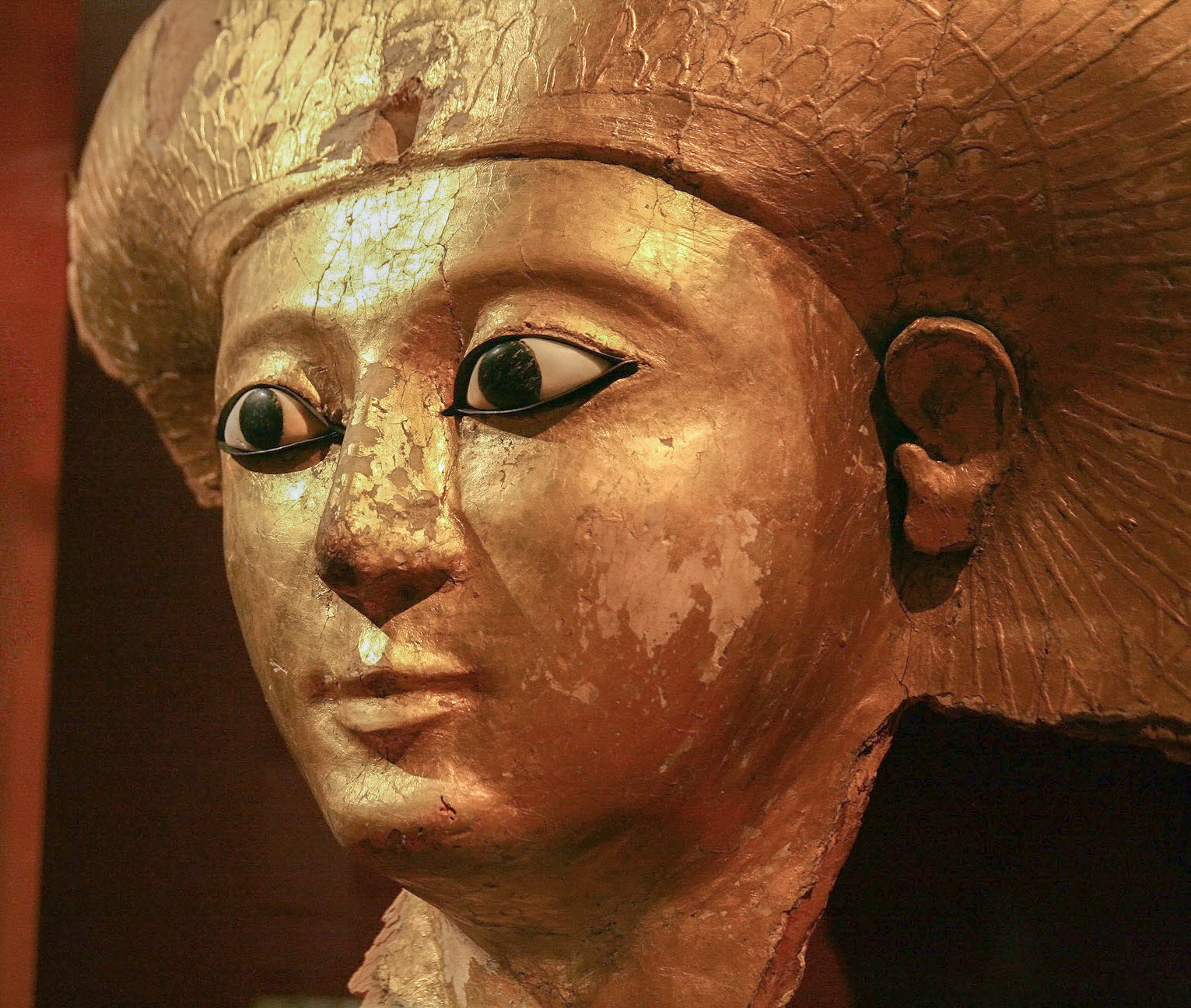
Sargmask av drottning Satdjehuti
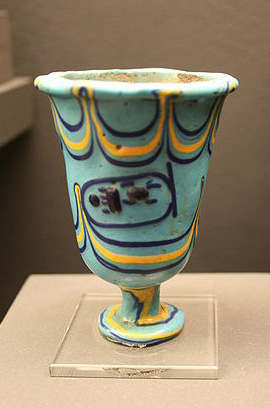
Glaskalk från Thutmosis III:s tid
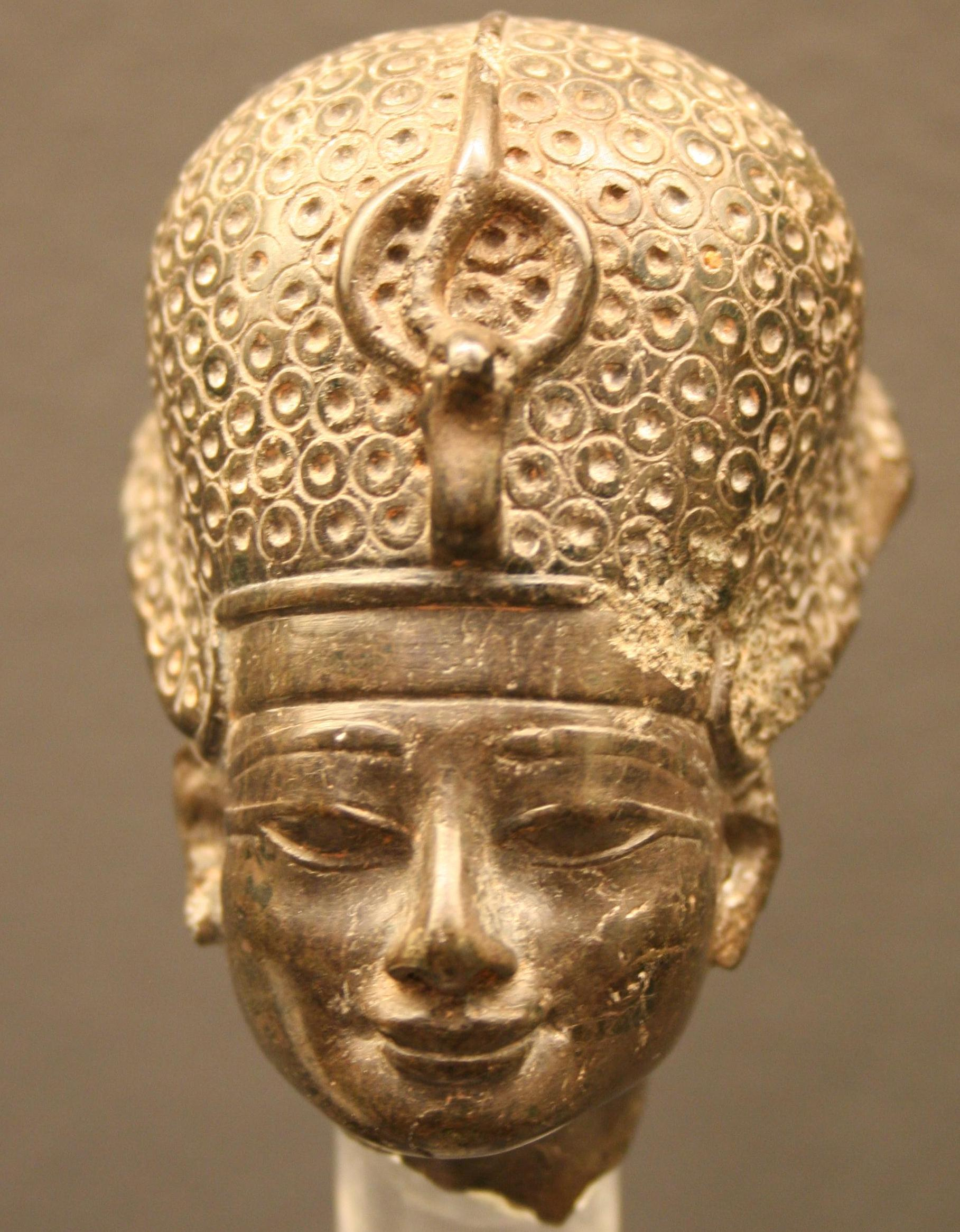
Pharao Thutmosis IV